# 김보남
김보남(金寶男, 1912년 ~ 1964년)은 한국의 무용가이다. 경기도 광주 출신이다.
이왕직 아악부원양성소(李王職雅樂部員養成所) 제3기생으로, 국립국악원 아악수장(雅樂首長), 중앙여고·경기여고·이화여대에서 무용강사를 역임하였다. 국립국악원에서 무용을 전담한 바 있다.